# Prowincja Lopburi
Lop Buri (taj. ลพบุรี) – jedna z centralnych prowincji (changwat) Tajlandii. Sąsiaduje z prowincjami Phetchabun, Chaiyaphum, Nakhon Ratchasima, Saraburi, Phra Nakhon Si Ayutthaya, Ang Thong, Sing Buri i Nakhon Sawan.